# Lhotse
Lhotse (nepal.: ल्होत्से – Lhotse; chiń.: 洛子峰, pinyin: Luòzǐ Fēng; tyb.: ལྷོ་རྩེ, Wylie: lho rtse, ZWPY: Lhozê) – ośmiotysięcznik o wysokości 8516 m n.p.m., czwarty co do wysokości szczyt Ziemi, znajduje się w środkowej części Himalajów Wysokich, na granicy Nepalu i Chin; wierzchołek niższy – Lhotse Shar liczy 8383 m n.p.m. Indyjska Służba Topograficzna oznaczyła Lhotse symbolem E1. Góra nie miała miejscowej nazwy ani w Tybecie, ani w Nepalu. W 1921 roku Charles Howard-Buy ochrzcił górę nazwą Lhotse, oznaczającą po tybetańsku „Południowy Szczyt”, gdyż znajduje się ona na południe od Everestu, oddzielona od niego Przełęczą Południową. Szczyt zbudowany jest z paleozoicznych skał metamorficznych i osadowych. Południowa ściana Lhotse, licząca 3200 metrów wysokości, jest jednym z największych urwisk ścianowych w Himalajach. Na tejże ścianie w 1989 zginął polski himalaista Jerzy Kukuczka.

## Historia podboju
W 1955 r. miała miejsce międzynarodowa wyprawa, w której jednym z uczestników był Szwajcar Erwin Schneider – autor cenionej serii map regionu Khumbu. Określił on dokładne położenie szczytu Lhotse. Już rok później (w maju 1956 r.) zaatakowała szczyt wyprawa szwajcarska, dowodzona przez A. Egglera. Podczas jej trwania 18 maja 1956 Fritz Luchsinger i Ernst Reiss dokonali pierwszego wejścia na szczyt Lhotse. Podczas wejścia korzystali ze wspomagania tlenem z butli.
W roku 1974 zorganizowano polską wyprawę na Lhotse, która drogę z Polski do Nepalu pokonała samochodem Jelcz 316. Miała to być wyprawa jesienna, lecz z powodu wielu problemów wyjazd się opóźnił i wyprawa stała się jesienno-zimową. Była to więc pionierska wyprawa, gdyż po raz pierwszy ludzie wspinali się zimą na ośmiotysięcznik. 25 grudnia Andrzej Zawada i Andrzej Heinrich osiągnęli wysokość 8250 metrów, co było pierwszym w historii przekroczeniem wysokości 8000 metrów zimą. Na lodowcu Khumby zginął 17 grudnia reżyser Stanisław Latałło, który brał udział jako operator w wyprawie, którą kierował Andrzej Zawada.
Południowa ściana Lhotse była atakowana przez kilkanaście wypraw, w tym przez cztery zespoły polskie. W 1989 na południowej, nie zdobytej wówczas ścianie Lhotse zginął polski himalaista Jerzy Kukuczka. Została ona zdobyta do tej pory tylko raz – przez ekspedycję rosyjską. Dwójkowy zespół Siergiej Bierszow – Władimir Karatajew stanął na głównym wierzchołku 1 października 1990 roku. Wyznaczona przez rosyjskich wspinaczy droga jest jak dotąd jedną z najtrudniejszych, jakie prowadzą na ośmiotysięczniki, a jej przejście jednym z najwybitniejszych osiągnięć w całej historii światowego himalaizmu.
W latach 1956–1996 na szczycie stanęło 83 wspinaczy, członków niespełna siedemdziesięciu ekspedycji. Do roku 2012 zdobywców było 440.

## Zdobywcy
- 18 maja 1956 – wyprawa szwajcarska Ernst Reiss, Fritz Luchsinger – pierwsze wejście
- 1977 – wyprawa niemiecka – drugie wejście
- 1979 wiosna – wyprawa austriacka – trzecie wejście

Polskie wejścia:
- 4 października 1979 – Andrzej Czok, Jerzy Kukuczka, Zygmunt Andrzej Heinrich, Janusz Skorek – czwarte wejście, pierwsi dwaj – bez wspomagania tlenem[2][3]
- 9 października 1979 – Janusz Baranek, Adam Bilczewski, Stanisław Cholewa, Robert Niklas, oraz Leszek Czarnecki do wysokości 8350 m, z aparaturą tlenową, lecz bez wspomagania tlenem – piąte wejście[3][2]
- 14 maja 1986 – Aleksander Lwow, Tadeusz Karolczak,
- 31 grudnia 1988 – Krzysztof Wielicki – pierwsze wejście zimowe, pierwsze wejście solowe
- 11 października 1994 – Ryszard Pawłowski
- 15 maja 2000 – Piotr Pustelnik
- 10 maja 2001 – Anna Czerwińska, Dariusz Załuski
- 24 maja 2012 – Anna Lichota[4]
- 25 maja 2012 – Kinga Baranowska[5]
- maj 2017 – Jakub Bojan, Rafał Fronia, Waldemar Kowalewski, Michał Zajączkowski[6]
- maj 2018 – Sylwia Bajek[7]
- maj 2019 – Monika Witkowska[8]
- 20 maja 2022 – Dorota Rasińska-Samoćko[9][10]
- 21 maja 2024 – Piotr Krzyżowski[11] - bez użycia tlenu z butli i bez wsparcia Szerpów